# Combat de Tessit (2012)
Pour les articles homonymes, voir Combat de Tessit.
Guerre du Mali
Batailles
 (avril 2019).
Le combat de Tessit se déroule lors de la rébellion touarègue de 2012.

## Déroulement
Selon des sources proches des indépendantistes, les hommes du MNLA abandonnent exceptionnellement leur tactique de guérilla pour combattre  à pied sans utiliser leurs véhicules pick-up. Les indépendantistes tendent une embuscade à un convoi défendu par des soldats maliens et des miliciens touaregs commandés par l'ancien capitaine Ahmadou Ag Badi.
Ces derniers prennent la fuite après une heure de combat. Une autre unité mobile du MNLA se lance ensuite à leur poursuite sur une cinquantaine de kilomètres jusqu'aux abords de la ville d'In Tillit.
Le MNLA a déclaré ignorer les pertes maliennes à cause de la grande étendue des lieux des combats, il estime cependant que ces derniers ont eu des pertes humaines et matérielles et déclare en outre n'avoir eu aucune perte dans ses rangs.